# فرودگاه فریمونت
فرودگاه فریمونت (به انگلیسی: Fremont Airport) یک فرودگاه همگانی بهره‌برداری هوایی است که یک باند فرود آسفالت دارد و طول باند آن ۱۲۶۱ متر است. این فرودگاه در کشور ایالات متحده آمریکا قرار دارد و در ارتفاع ۲۰۲ متری از سطح دریا واقع شده است.